# マウソニア
マウソニア（学名：Mawsonia）は、中生代後期ジュラ紀チトニアンから後期白亜紀セノマニアンに生息していた肉鰭類の属。シーラカンス目中のマウソニア科（Mawsoniidae）に含まれ、同目中の最大種を含む。南米やアフリカを中心に化石が発見されており、北米から記載された標本も存在する。

## 形態
現生のラティメリアと同じく10基の鰭を持つ。口内は小歯(denticle)で覆われており大きな歯は持たない。

## 主な種

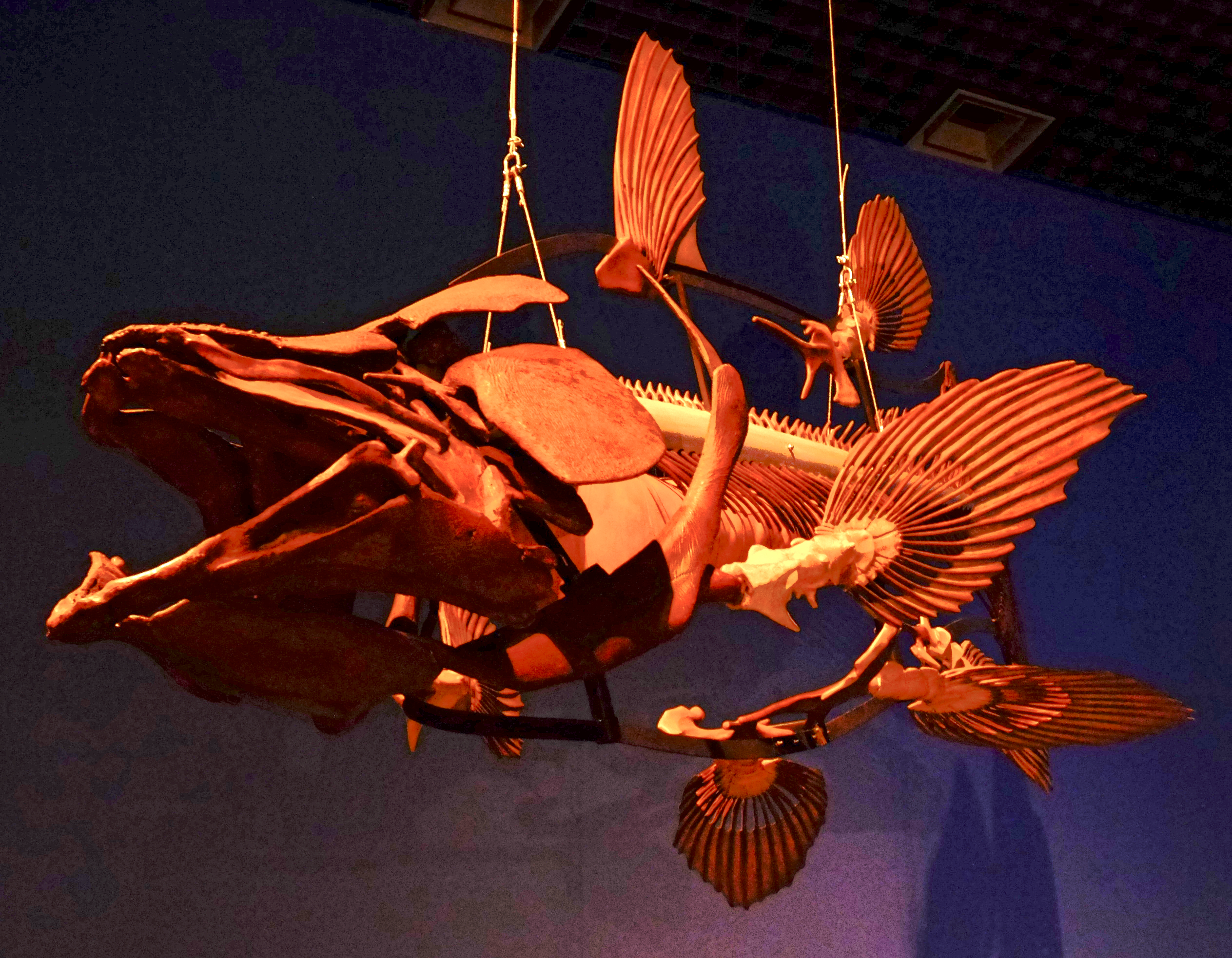
アクセルロディクティス・ラボカティの全身復元骨格（国立科学博物館）

マウソニア属には複数の種といくつかの未命名種が知られている。
- マウソニア・ギガス M. gigas

マウソニア属のタイプ種であり、マウソニア属およびシーラカンス目に含まれる種において最大。主にブラジルの他、ウルグアイからも化石が発見されており、最古の記録は後期ジュラ紀チトニアンまで遡るが、前期白亜紀の記録が多く知られている2021年の見積もりでは全長最大5.3mに達すると推測されている。。
- マウソニア・ブラジリエンシス M. brasiliensis[5]

全身化石から知られるマウソニアの種。ブラジルのセアラー州、アラリペ台地のアプチアン-セノマニアンの地層より発見された。全長143.5cm。2008年の研究ではM. gigasの同種異名とされた。
- マウソニア・リビカ M. libyca

エジプトのBahariya Formation（前期セノマニアン）から知られる種。同地層から知られるスピノサウルスと同じく第二次世界大戦中に標本が破壊されたが、その後の研究で新たな標本が発見されている。2008年の研究ではM. gigasの同種異名とされた。
- マウソニア・ソバ M. soba

部分的な化石から知られる。カメルーン、Babouri-Figuil Basinのベリアシアンからバレミアンの地層より発見された。
未命名種の例としては、2021年に記載された未命名種（M. sp.）がアメリカ合衆国テキサス州のWoodbine Formation（セノマニアン）から発見されており、マウソニア属の生息範囲の広さが示された。
また、かつてマウソニア属に含まれていた著名な種として、以下の種が挙げられる。
- アクセルロディクティス・ラボカティ Axelrodichthys lavocati

モロッコやアルジェリアから知られており、スピノサウルスなどの化石で知られるKem Kem Groupからも知られる。マウソニア・ラボカティ（M. lavocati）として記載されたが、2019年にアクセルロディクティス（Axelrodichthys）属に割り当てられた。ただし、この種のものとして記載された標本には、マウソニア属とアクセルロディクティス属の両方の標本が含まれているという可能性が指摘されている。北九州市立いのちのたび博物館で展示されている全身骨格はマウソニア・ブラジリエンシスや現生のシーラカンスの骨格に基づいており、全長は3.8mに達する。2021年の研究では全長3.5mという見積もりが出された。

## 古生態学
マウソニア属、アクセルロディクティス属の殆どの化石は淡水域や汽水域から知られており、海洋環境であったブラジルのサンタナ累層（アプチアン-アルビアン）からも知られるものの閉鎖的であり沖合と連続していなかった。その他の海洋堆積層からの化石記録も不確実であり、マウソニアとアクセルロディクティスは海洋分散することは無かったと推測されている。